# Apoclea approximata
Apoclea approximata là một loài ruồi trong họ Asilidae. Apoclea approximata được Becker miêu tả năm 1907. Loài này phân bố ở vùng Cổ Bắc giới.